# 板橋 (小田原市)
板橋（いたばし）は、神奈川県小田原市にある地名。箱根登山電車箱根板橋駅周辺で、早川に面する。郵便番号は250-0034。旧東海道が通っている。

## 概要
小田原市の中央部に位置し、地域の大部分は早川の北岸に広がる。隣接地域はいずれも小田原市内で、西部は風祭、北部は水之尾、荻窪、十字、東部は城山、南部は早川地区と接している。
道路は、西部に小田原厚木道路、南部の早川南岸側には西湘バイパスが通り、地域内に小田原西インターチェンジがある。南部の早川北岸側には国道1号（旧東海道）が通っている。板橋見附交差点以西の一部区間について、旧東海道の旧道が国道と分離している。
鉄道は、東部に東海道新幹線が通っているが、地域内に駅はない。南部に小田急箱根鉄道線（箱根登山電車）が通り、地域内に箱根板橋駅がある。

### 地価
住宅地の地価は、2023年（令和5年）1月1日の公示地価によれば、板橋字堂屋敷730番13の地点で14万6000円/m2となっている。

## 世帯数と人口
2023年（令和5年）9月1日現在（小田原市発表）の世帯数と人口は以下の通りである。
| 大字 | 世帯数    | 人口    |
| ---- | --------- | ------- |
| 板橋 | 1,507世帯 | 3,345人 |

### 人口の変遷
国勢調査による人口の推移。
| 年                 | 人口  |
| ------------------ | ----- |
| 1995年（平成7年）  | 3,933 |
| 2000年（平成12年） | 3,839 |
| 2005年（平成17年） | 3,833 |
| 2010年（平成22年） | 3,864 |
| 2015年（平成27年） | 3,788 |
| 2020年（令和2年）  | 3,502 |

### 世帯数の変遷
国勢調査による世帯数の推移。
| 年                 | 世帯数 |
| ------------------ | ------ |
| 1995年（平成7年）  | 1,358  |
| 2000年（平成12年） | 1,384  |
| 2005年（平成17年） | 1,433  |
| 2010年（平成22年） | 1,474  |
| 2015年（平成27年） | 1,524  |
| 2020年（令和2年）  | 1,512  |

## 学区
市立小・中学校に通う場合、学区は以下の通りとなる（2023年7月時点）。
| 番地         | 小学校                 | 中学校               |
| ------------ | ---------------------- | -------------------- |
| 210～362番地 | 小田原市立早川小学校   | 小田原市立城南中学校 |
| 865番地      | 小田原市立三の丸小学校 | 小田原市立城山中学校 |
| その他       | 小田原市立大窪小学校   | 小田原市立城南中学校 |

## 事業所
2021年（令和3年）現在の経済センサス調査による事業所数と従業員数は以下の通りである。
| 大字 | 事業所数  | 従業員数 |
| ---- | --------- | -------- |
| 板橋 | 134事業所 | 980人    |

### 事業者数の変遷
経済センサスによる事業所数の推移。
| 年                 | 事業者数 |
| ------------------ | -------- |
| 2016年（平成28年） | 139      |
| 2021年（令和3年）  | 134      |

### 従業員数の変遷
経済センサスによる従業員数の推移。
| 年                 | 従業員数 |
| ------------------ | -------- |
| 2016年（平成28年） | 1,026    |
| 2021年（令和3年）  | 980      |

## 歴史

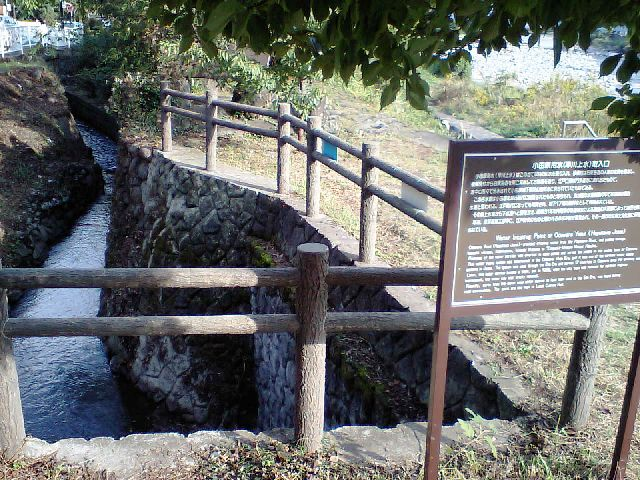
小田原早川上水

北条氏康が小田原を治めていた頃に、この地域の早川から取水し小田原城下へ水を引き入れる公共水道「小田原早川上水（小田原用水）」が作られた。この地域のその上水上に、板の橋がかかっていたことから、この地域は板橋村と呼ばれるようになった。
板橋村は、小田原府内と境を接していたことから、小田原城防衛のため、東海道の境界上には「板橋見附」が置かれ、1589年には、府内との境界に、土塁と空堀の囲いからなる総延長約9kmの「小田原大外郭」が築かれた。また、寺院の塀が城の防御壁としても利用できることから、地域内に多くの神社仏閣が点在するといわれている。
板橋村には、北条氏支配時代から熟練した職人が数多く居住するようになった。代表的な人物に、1530年から北条氏綱によって城中の染物の仕事を任された津田藤兵衛や、江戸城の石垣作りに参加し、その石工技術が徳川家康から賞賛されたという石屋善左衛門がいる。
明治期に入ると、1889年の町村制施行により板橋村は周辺の村と合併して足柄下郡大窪村となり、村役場が板橋地区に置かれた。その庁舎は2019年3月まで小田原市役所大窪支所として使われていた。現在は「OTA MOKKO 太田木工」の工房・店舗として活用されている。
1888年に小田原馬車鉄道が開通すると、小田原の海岸地域を中心に伊藤博文の滄浪閣をはじめとする別荘が多く建設されるが、1902年の小田原大海嘯によってそれらが打撃を受けてからは、1907年の山縣有朋の古稀庵をはじめ、丘陵のこの地区等に別荘・別邸が建設されるようになる。他に、益田孝の掃雲台、清浦奎吾の皆春荘、大倉喜八郎の山月、松永安左エ門の老欅荘がある。1918年には北原白秋が隣接する現城山地区の伝肇寺寺内に「みみずくの家」を建てて移り住んだ。
1940年に、大窪村は小田原町等と合併し、小田原市となった。

## 主な施設・建築物
- 松永記念館 - 小田原三茶人の一人・松永安左エ門が晩年を過ごした場所。居宅「老欅荘」がある。1980年に小田原市郷土文化館の分館として公開される。1986年に、同じく小田原三茶人の一人・野崎廣太の茶室「葉雨庵」も移築され、老欅荘と共に国の登録有形文化財となっている。
- 古稀庵 - 1907年に政治家・山縣有朋が古稀（70歳）を迎えた際に終の棲家とするために建設。現在はあいおいニッセイ同和損害保険の小田原研修所となっており、毎週日曜日に庭園が公開されている。
- 皆春荘 - 1907年に政治家・清浦奎吾が建築。数奇屋風の木造建築で、その後山縣有朋により古稀庵に編入された。
- 山月 - 実業家・大倉喜八郎の別邸。旅館として利用されていた。（現在は非公開）
- 下田豆腐店 - 1900年頃創業といわれる。「とうふ工房」として小田原市の「街かど博物館」に認定されていた。現在は「TEA FACTORY 如春園」として活用されている。
- 元小田原市役所大窪支所 - 1928年に建てられた旧大窪村役場庁舎。当時よく見られた洋風の庁舎建築物。2019年3月まで小田原市役所大窪支所として使われていた。現在は「OTA MOKKO 太田木工」の工房・店舗として活用されている。
- 香林寺 - 曹洞宗の寺院。ここから古稀庵へ抜ける「竹の小径」と呼ばれる小径がある。
- 板橋地蔵尊 - 旧東海道沿いにある。香林寺の住職が大座像をつくり安置したのが由来。1月と8月に大祭があり、この日に詣でると、亡くなった身内の人と瓜二つの顔の人に会えるといわれている。戊辰戦争中、1868年に起きた箱根山崎の戦い（新政府軍・小田原藩対旧幕府軍遊撃隊・請西藩の戦いで、伊庭八郎が左腕を負傷した）の官軍慰霊碑が建っている。
- 秋葉山量覚院 - 修験宗（山伏）の寺。1596年に小田原城主・大久保忠世が遠州秋葉山大観音を勧請したもの。12月6日に「火防（ひぶせ）祭」が行われる。
- 旧朝倉邸 - 1932年（昭和7年）ごろ、左官屋の棟梁が自宅として建てたという洋館。現在は「薬膳喫茶KURA」として活用されている。
- 三淵邸・甘柑荘 - 初代最高裁判所長官・三淵忠彦(1880～1950)が、昭和初期に別荘として建て、晩年を過ごした数寄屋家屋。茶室を備えた屋敷の南に広い芝庭、まわりに花木や紅葉、東には蜜柑、夏蜜柑、檸檬、金柑や梅が植えられ、往時の数寄者らの趣味を今に伝えている。これら歴史的文化的価値と自然の恵みを大切にし、木造家屋と生活文化を記憶する場として活用すべく、忠彦の子孫らが協力し保全してる。NHK連続テレビ小説『虎に翼』ヒロインのモデル三淵嘉子ゆかりの地でもある。

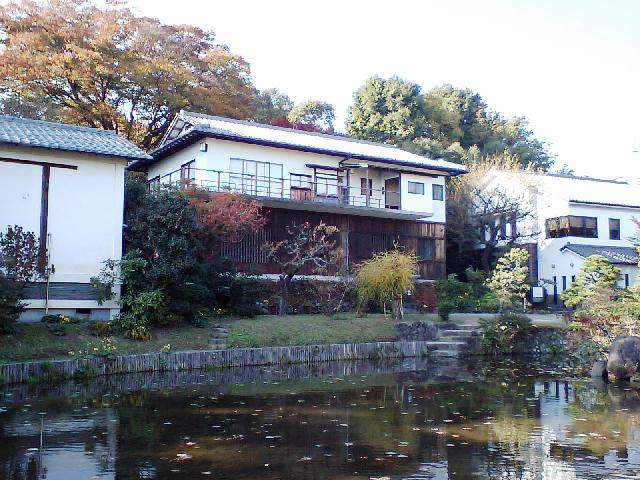
松永記念館
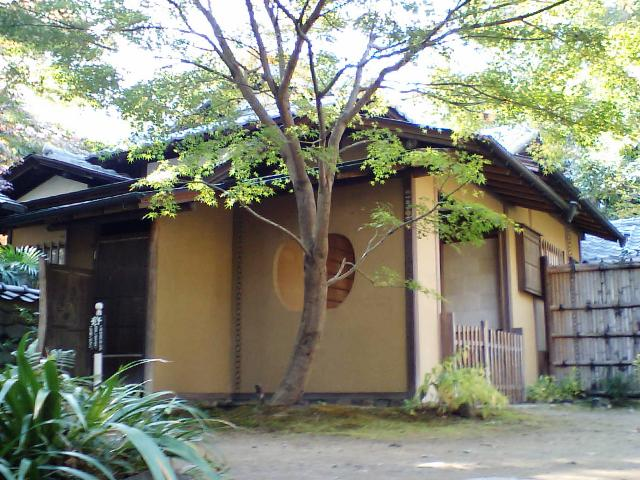
老欅荘
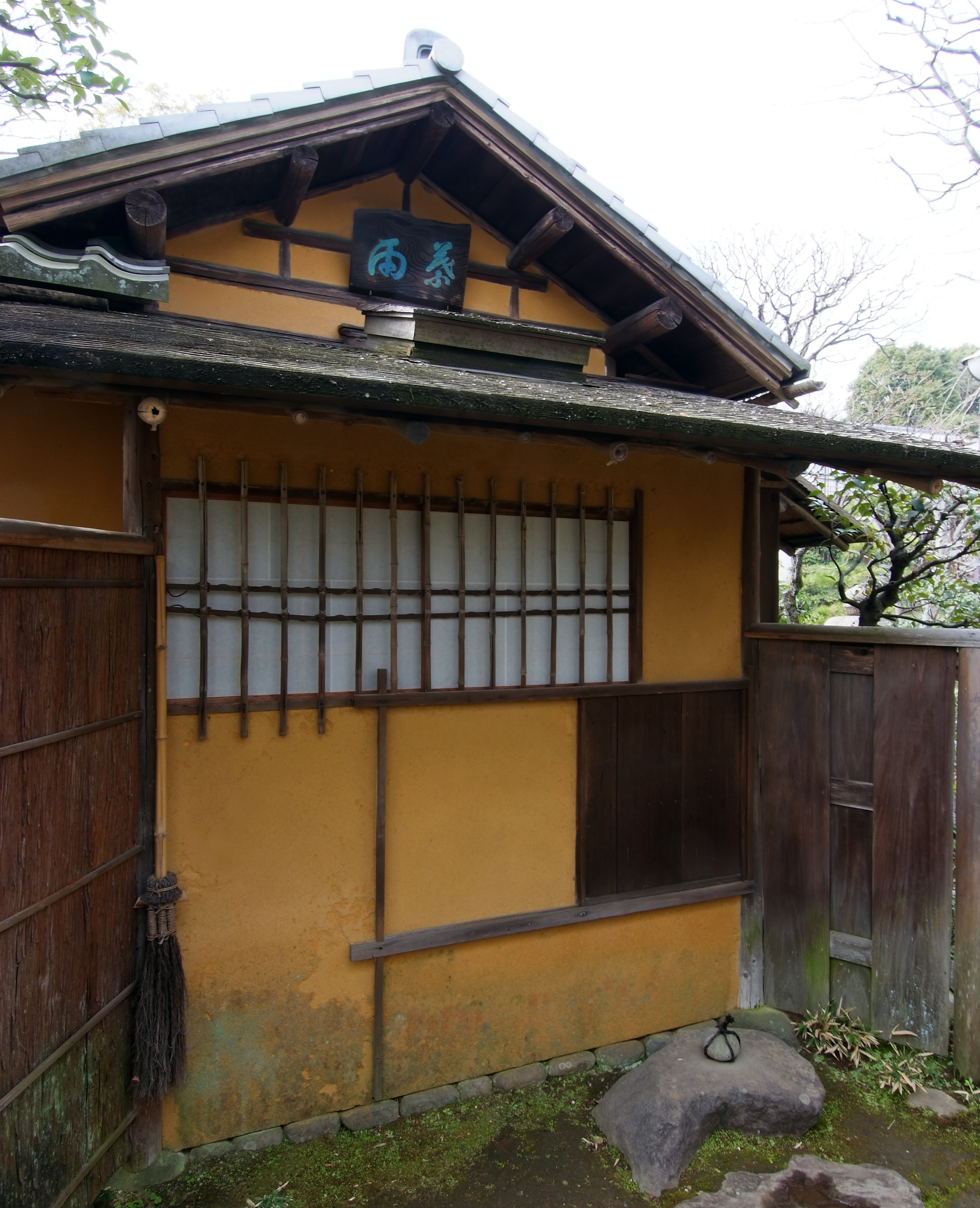
葉雨庵
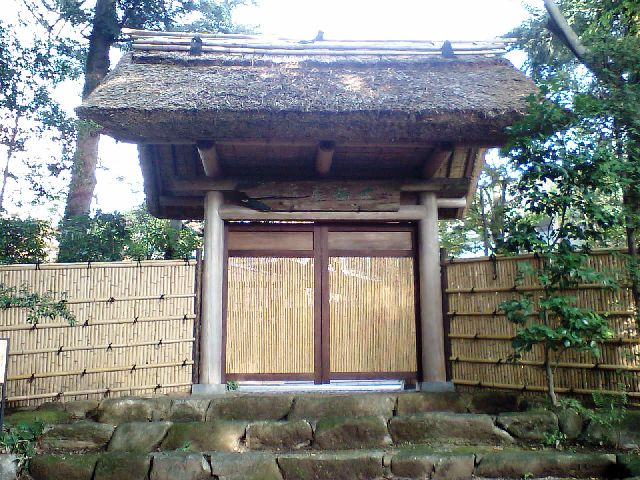
古稀庵の門
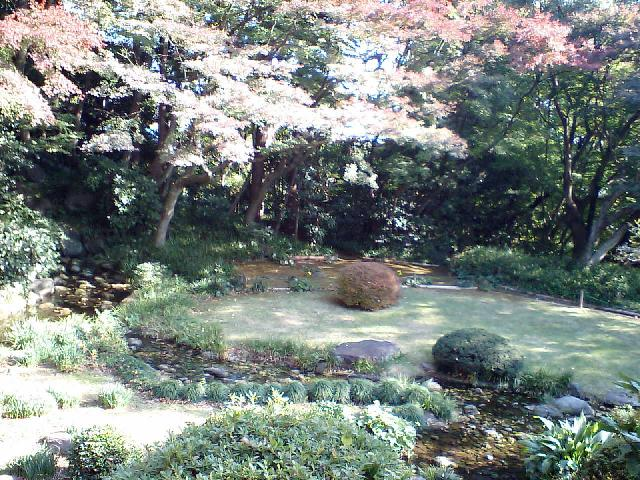
古稀庵の庭園
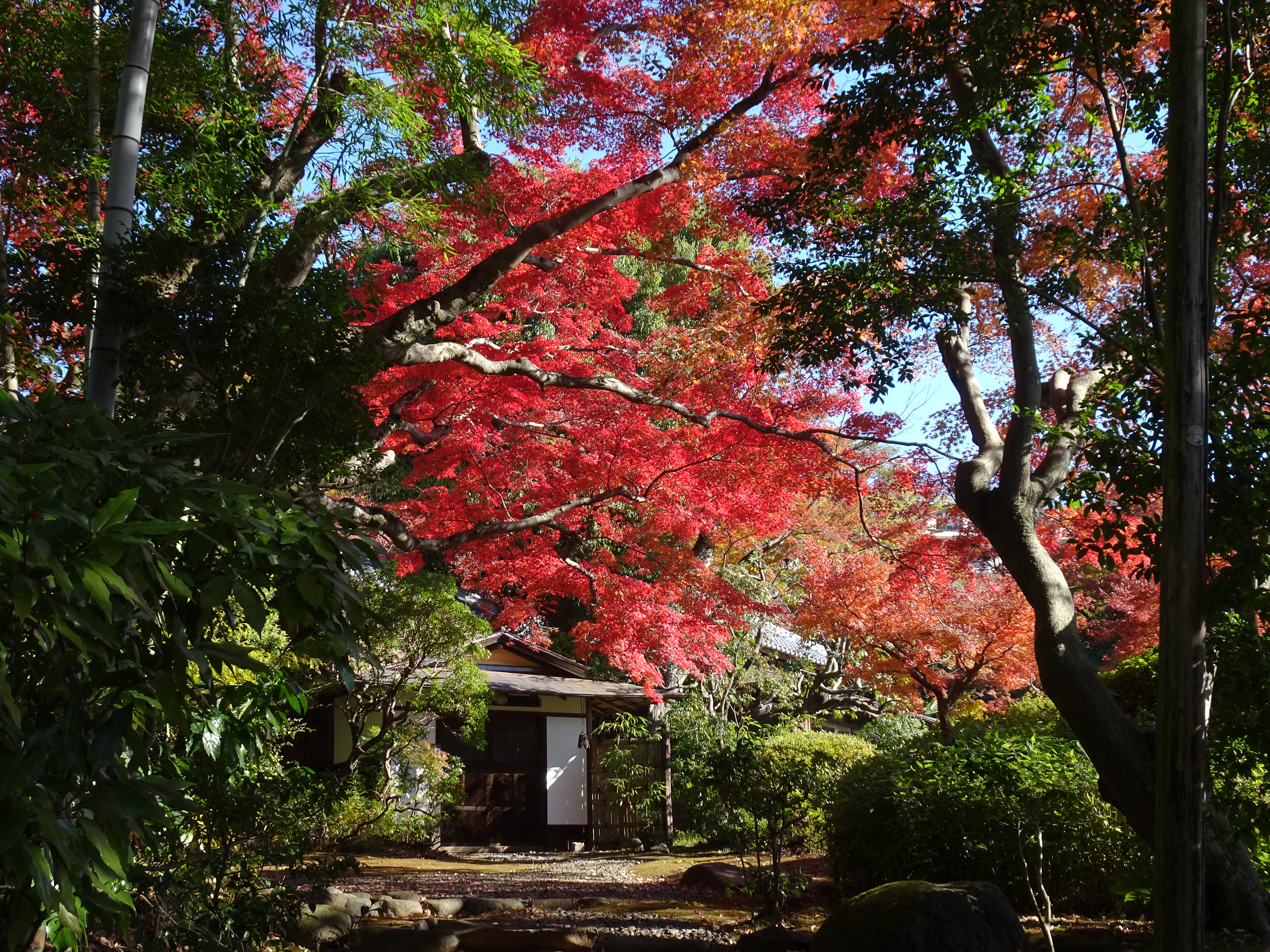
皆春荘
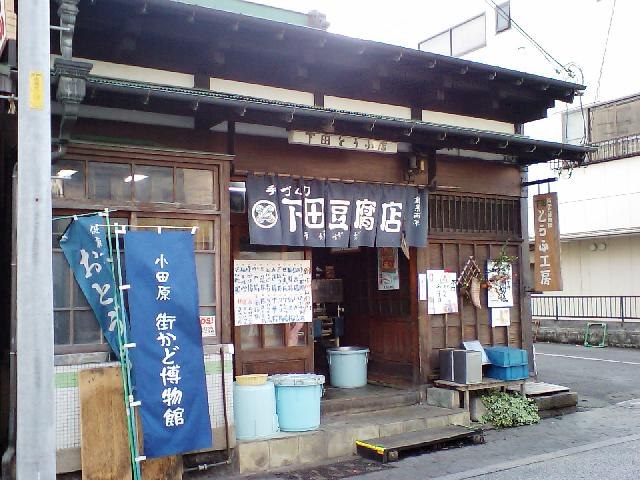
下田豆腐店
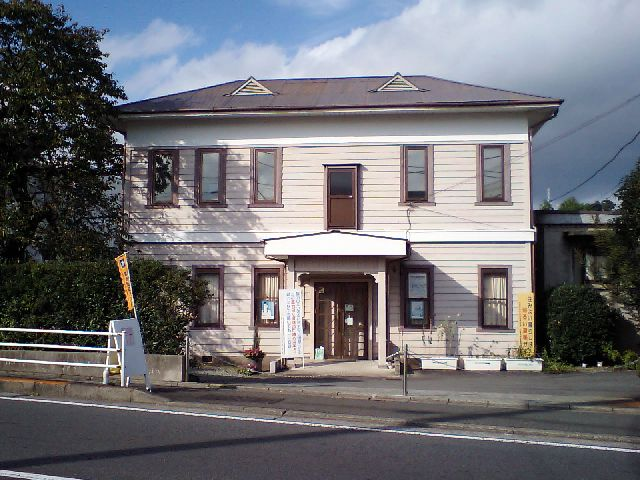
小田原市役所大窪支所
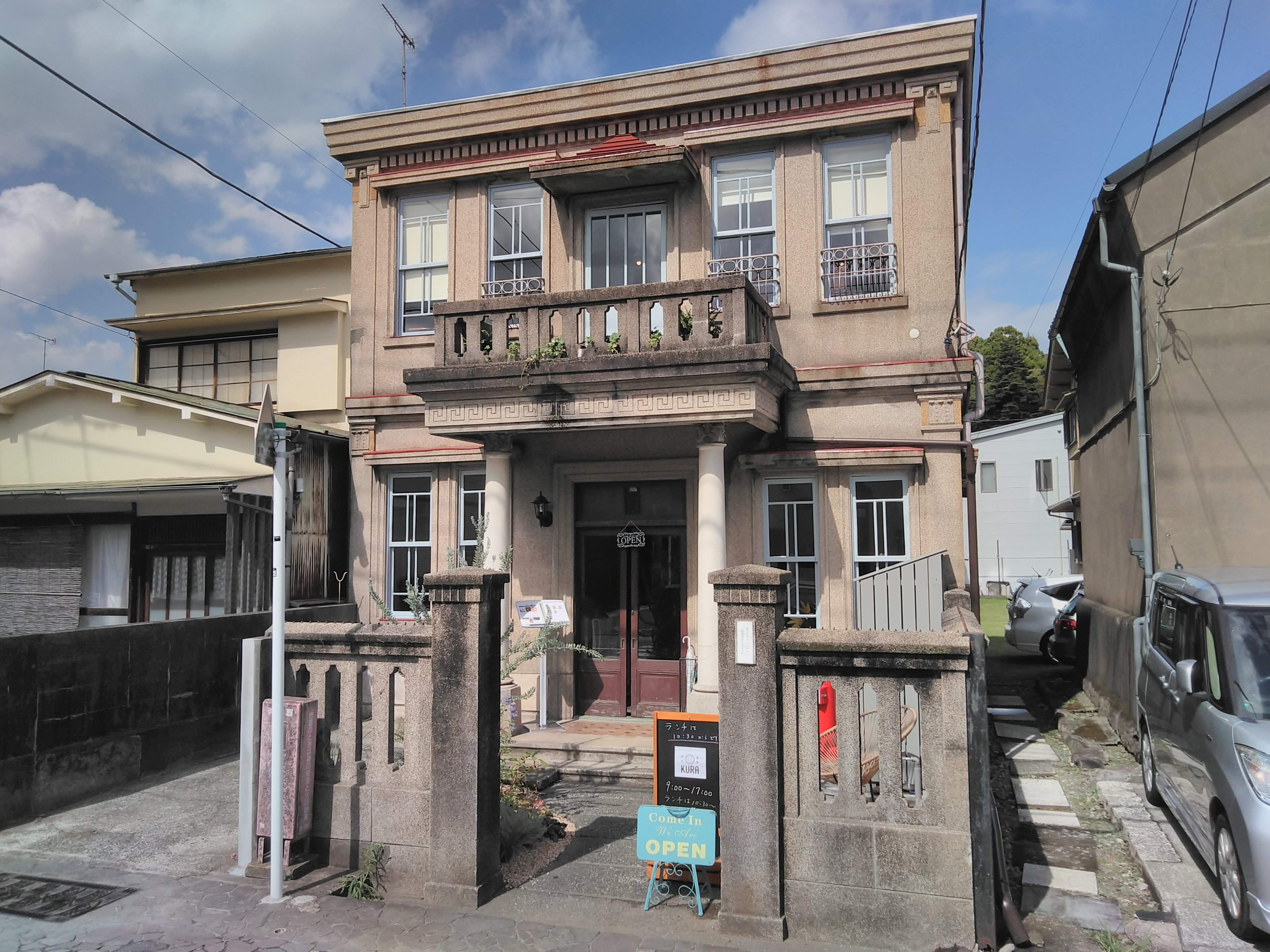
旧朝倉邸
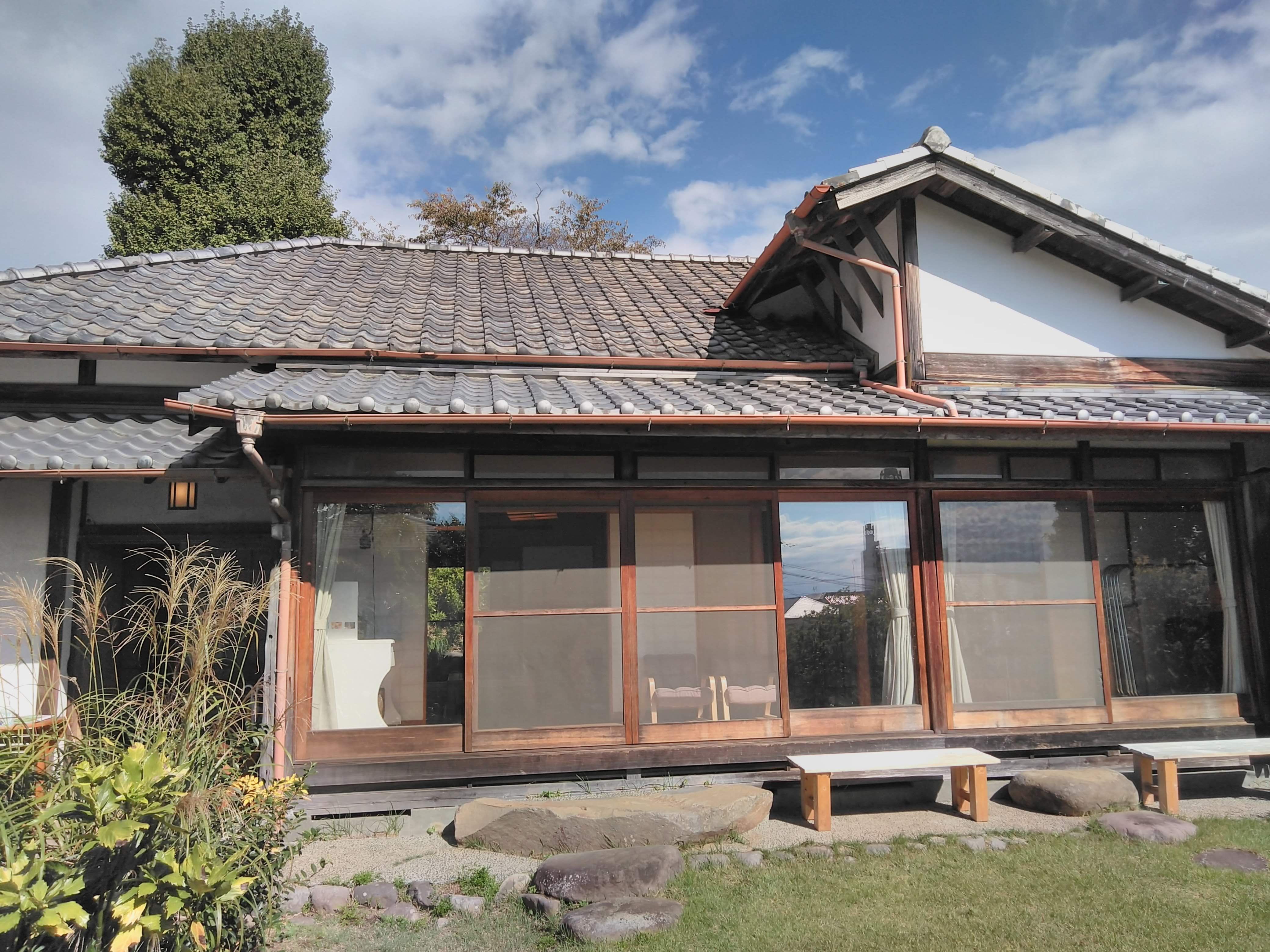
三淵邸・甘柑荘

## その他

### 日本郵便
- 郵便番号 : 250-0034[3]（集配局 : 小田原郵便局[15]）。